# Wybory parlamentarne na Bahamach w 2007 roku
Wybory parlamentarne na Bahamach w 2007 roku odbyły się 2 maja. Kandydaci walczyli o 41 miejsc w Izbie Zgromadzenia - niższej izbie parlamentu. Przy frekwencji wynoszącej 91,2% zwyciężył liberalny Wolny Ruch Narodowy z wynikiem 49,86% zdobywając tym samym 23 mandaty. Drugą pozycję zajęła Postępowa Partia Liberalna, która uzyskała 47,02% - 18 mandatów. Progu nie przekroczył m.in. Bahamski Ruch Demokratyczny - 0,5%. W wyniku wyborów premierem Bahamów został lider zwycięskiego ugrupowania - Hubert Ingraham.